# UFC Fight Night: Andrade vs. Zhang
UFC Fight Night: Andrade vs. Zhang (conosciuto anche come UFC Fight Night 157 oppure UFC on ESPN+ 15) è stato un evento di arti marziali miste tenuto dalla Ultimate Fighting Championship il 31 agosto 2019 allo Shenzhen Universiade Sports Centre di Shenzhen, in Cina.

## Risultati
|                                        | Divisione             |                       |                 |                           | Metodo                                      | Round           | Tempo           | Premio          |
| Card Principale                        | Card Principale       | Card Principale       | Card Principale | Card Principale           | Card Principale                             | Card Principale | Card Principale | Card Principale |
| -------------------------------------- | --------------------- | --------------------- | --------------- | ------------------------- | ------------------------------------------- | --------------- | --------------- | --------------- |
| Sfida valida per il titolo di campione | Pesi paglia femminile | Zhang Weili           | batte           | Jéssica Andrade (c)       | KO tecnico (ginocchiate e pugni)            | 1               | 0:42            | POTN            |
|                                        | Pesi welter           | Li Jingliang          | batte           | Elizeu Zaleski dos Santos | KO tecnico (pugni)                          | 3               | 4:51            | POTN            |
|                                        | Pesi mosca            | Kai Kara-France       | batte           | Mark De La Rosa           | Decisione unanime (30–27, 30–27, 29–28)     | 3               | 5:00            |                 |
|                                        | Pesi welter           | Song Kenan            | batte           | Derrick Krantz            | Decisione unanime (29–28, 29–28, 29–28)     | 3               | 5:00            |                 |
|                                        | Catchweight (129 lbs) | Mizuki Inoue          | batte           | Wu Yanan                  | Decisione non unanime (28–29, 29–28, 29–28) | 3               | 5:00            |                 |
| Card Preliminare                       |                       |                       |                 |                           |                                             |                 |                 |                 |
|                                        | Pesi medi             | Anthony Hernandez     | batte           | Jun Yong Park             | Sottomissione (anaconda choke)              | 2               | 4:39            |                 |
|                                        | Pesi gallo            | Su Mudaerji           | batte           | Andre Soukhamthath        | Decisione unanime (30–26, 30–26, 30–25)     | 3               | 5:00            |                 |
|                                        | Pesi mediomassimi     | Da Un Jung            | batte           | Khadis Ibragimov          | Sottomissione (guillotine choke)            | 3               | 2:00            |                 |
|                                        | Pesi leggeri          | Damir Ismagulov       | batte           | Thiago Moisés             | Decisione unanime (30–26, 30–27, 30–27)     | 3               | 5:00            |                 |
|                                        | Pesi gallo            | Heili Alateng         | batte           | Danaa Batgerel            | Decisione unanime (29–27, 29–27, 29–27)     | 3               | 5:00            | FOTN            |
|                                        | Pesi gallo femminile  | Karolline Rosa Cavedo | batte           | Lara Fritzen Procópio     | Decisione non unanime (28–29, 30–27, 29–28) | 3               | 5:00            |                 |

## Premi
I lottatori premiati ricevettero un bonus di 50.000 dollari.
Legenda:
- FOTN: Fight of the Night (vengono premiati entrambi gli atleti per il miglior incontro dell'evento)
- POTN: Performance of the Night (viene premiato il vincitore per la migliore performance dell'evento)